# Постников, Юрий Михайлович
Юрий Михайлович Постников (18 апреля 1927, Москва — 30 декабря 1983, там же) — советский детский писатель. Автор широко известных детских книг о приключениях Карандаша и Самоделкина, изданных многомиллионными тиражами на 18 языках мира.

## Биография
В детстве долго болел — не мог самостоятельно ходить. Лечился в детской туберкулезной больнице в Ялте, где пробыл тринадцать лет. Только в возрасте 14 лет смог встать на костыли…
Писатель успел написать (под псевдонимом «Юрий Дружков») только две детские книжки — о первых приключениях Карандаша и Самоделкина — «Приключения Карандаша и Самоделкина» (1964) и «Волшебная школа Карандаша и Самоделкина» (1984). Последняя была полностью напечатана уже после смерти автора. Книги проиллюстрированы художниками И. Семёновым (создатель журнала «Весёлые картинки») и В. Чижиковым. Эти повести стали детскими книгами-бестселлерами, изданными многомиллионными тиражами. Книга «Приключения Карандаша и Самоделкина» издавалась на 18 языках мира.
В 1969 году она получила премию «Золотая медаль» как лучшая книга для детей. Карандаш и Самоделкин впоследствии вошли в группу сказочных персонажей — весёлых человечков, постоянных героев рассказов и комиксов в журнале «Весёлые картинки».
Также автор фантастической повести для юношества «Прости меня…» (1972).
Умер 30 декабря 1983 года. Похоронен на Калитниковском кладбище.

## Семья
- Жена — Наталья Иосифовна Постникова — литературный редактор издательства «Малыш» в 1970-80 годы;
  - Сын — Валентин Юрьевич Постников (род. 4 августа 1970) — детский писатель, сказочник.
    - Внук — Семён Постников (род. 13 августа 2008)
    - Внучка — Агата (Глаша) Постникова (род. 7 октября 2012).

## Произведения
Циклы детских произведений:
- Ю. Дружков. Приключения Карандаша и Самоделкина (1964)
- Ю. Дружков. Волшебная школа Карандаша и Самоделкина (1984)

Повести:
- Ю. Дружков. Прости меня… (1972)
- Ю. Дружков. Кто по тебе плачет. (2007) ISBN 978-5-9691-0208-8

Рассказы:
- Жадный пылесос
- Шапка-невидимка

Сказки:
- Зачем барану рога?
- Колыбельная сказка
- Кузя-Робинзон
- Могут ли у льва быть уши больше, чем у зайца?
- Можно ли летать под водой?
- Почему страус не летает?
- Почему у змеи такая длинная шея?
- Тима и кот

Прочее:
- Ю. Постников, В. Белоцерковский. Необыкновенные приключения Пети Рыжика и его верных друзей Мика и Мука (1964) — сказка-комикс.